# Godachinamalaki, Gokak
Godachinamalaki là một làng thuộc tehsil Gokak, huyện Belgaum, bang Karnataka, Ấn Độ.